# 99 франков (роман)
«99 франков» (фр. 99 francs) — роман 2000 года французского писателя Фредерика Бегбедера. Название совпадает со стоимостью книги, по которой она продавалась во французских магазинах. Поздние издания книги носили названия «€ 14.99» и «€ 5.90».
Идея «99 франков» во многом совпадает с идеями, высказанными в книге Виктора Пелевина Generation «П», восходя к Жану Бодрийяру.

## Сюжет
Книга представляет собой злую сатиру на рекламный бизнес и повествует о жизни успешного копирайтера Октава Паранго, который пишет разоблачающую рекламный бизнес книгу и тайно мечтает о собственном увольнении после разоблачения, чтобы получить выходное пособие, но руководители не ведутся на его провокации. Октав окружён материальными благами и ведёт разгульный образ жизни, увлекаясь наркотиками и сексуальными связями.

## Русское издание
Впервые русский перевод романа был опубликован во втором номере журнала «Иностранная литература» за 2002 год, а через несколько месяцев «99 франков» вышли отдельной книгой в издательстве «Иностранка». С тех пор роман неоднократно переиздавался.

## Адаптации

### Театр
Под руководством Стефана Оканта (фр. Stéphane Aucante) в театре Тревиз был поставлен спектакль по роману.

### Кино
26 сентября 2007 года в Европе вышел фильм «99 франков». Российская премьера которого состоялась 14 февраля 2008 года.